# 1960年夏季奧林匹克運動會游泳比賽
1960年夏季奥林匹克运动会游泳比赛于1960年8月26日至9月3日在意大利罗马举行。此次比赛总共有15小项，男子小项8个，女子小项7个。总共有来自45个国家和地区的380名运动员参加游泳比赛。最终美国队以15枚奖牌的成绩位列游泳奖牌榜首位。

## 奖牌榜[1]
| 排名                | 代表团              | 金牌 | 銀牌 | 銅牌 | 总计 |
| ------------------- | ------------------- | ---- | ---- | ---- | ---- |
| 1                   | 美国（USA）         | 9    | 3    | 3    | 15   |
| 2                   | （AUS）             | 5    | 5    | 3    | 13   |
| 3                   | 英国（GBR）         | 1    | 1    | 1    | 3    |
| 4                   | 日本（JPN）         | 0    | 3    | 2    | 5    |
| 5                   | 德国联队（EUA）     | 0    | 1    | 3    | 4    |
| 6                   | 荷兰（NED）         | 0    | 1    | 2    | 3    |
| 7                   | 瑞典（SWE）         | 0    | 1    | 0    | 1    |
| 8                   | 巴西（BRA）         | 0    | 0    | 1    | 1    |
| 总计（共8个代表团） | 总计（共8个代表团） | 15   | 15   | 15   | 45   |

## 各项成绩[1]

### 男子
| 项目              | 金牌                                                                | 金牌       | 银牌                                                            | 银牌    | 铜牌                                                          | 铜牌    |
| 100米自由泳       | 约翰·德维特 · （AUS）                                               | 55.2 OR    | 兰斯·拉森 · 美国（USA）                                         | 55.2 OR | Manuel dos Santos · 巴西（BRA）                               | 55.4    |
| 400米自由泳       | 默里·罗斯 · （AUS）                                                 | 4:18.3 OR  | 山中毅 · 日本（JPN）                                            | 4:21.4  | 约翰·康拉兹 · （AUS）                                         | 4:21.8  |
| 1500米自由泳      | 约翰·康拉兹 · （AUS）                                               | 17:19.2 OR | 默里·罗斯 · （AUS）                                             | 17:21.7 | 乔治·布林 · 美国（USA）                                       | 17:30.6 |
| 100米仰泳         | 戴维·锡尔 · （AUS）                                                 | 1:01.9 OR  | 弗兰克·麦金尼 · 美国（USA）                                     | 1:02.1  | Bob Bennett · 美国（USA）                                     | 1:02.3  |
| 200米蛙泳         | 比尔·马利肯 · 美国（USA）                                           | 2:37.4     | 大崎刚彦 · 日本（JPN）                                          | 2:38.0  | Wieger Mensonides · 荷兰（NED）                               | 2:39.7  |
| 200米蝶泳         | 迈克·特洛伊 · 美国（USA）                                           | 2:12.8 WR  | 内维尔·海斯 · （AUS）                                           | 2:14.6  | Dave Gillanders · 美国（USA）                                 | 2:15.3  |
| 4×200米自由泳接力 | 美国（USA） · 乔治·哈里森 · 迪克·布利克 · 迈克·特洛伊 · 杰夫·法雷尔 | 8:10.2 WR  | 日本（JPN） · 福井诚 · 石井宏 · 山中毅 · 藤本达夫               | 8:13.3  | （AUS） · 戴维·迪克森 · 约翰·德维特 · 默里·罗斯 · 约翰·康拉兹 | 8:13.8  |
| 4×100米混合泳接力 | 美国（USA） · 弗兰克·麦金尼 · 保罗·海特 · 兰斯·拉森 · 杰夫·法雷尔   | 4:05.4 WR  | （AUS） · 戴维·锡尔 · 特里·盖瑟科尔 · 内维尔·海斯 · 杰夫·希普顿 | 4:12.0  | 日本（JPN） · 富田一雄 · 开田幸一 · 大崎刚彦 · 清水啓吾       | 4:12.2  |

### 女子
| 项目              | 金牌                                                                     | 金牌      | 银牌                                                              | 银牌   | 铜牌                                                                                | 铜牌   |
| 100米自由泳       | 唐·弗雷泽 · （AUS）                                                      | 1:01.2 OR | 克丽丝·冯·萨尔察 · 美国（USA）                                    | 1:02.8 | 纳塔莉·斯图尔德 · 英国（GBR）                                                       | 1:03.1 |
| 400米自由泳       | 克丽丝·冯·萨尔察 · 美国（USA）                                           | 4:50.6 OR | 亚内·塞德奎斯特 · 瑞典（SWE）                                     | 4:53.9 | Tineke Lagerberg · 荷兰（NED）                                                      | 4:56.9 |
| 100米仰泳         | 琳恩·伯克 · 美国（USA）                                                  | 1:09.3 OR | 纳塔莉·斯图尔德 · 英国（GBR）                                     | 1:10.8 | 田中聪子 · 日本（JPN）                                                              | 1:11.4 |
| 200米蛙泳         | 安妮塔·朗斯伯勒 · 英国（GBR）                                            | 2:49.5 WR | 维尔特鲁德·乌泽尔曼 · 德国联队（EUA）                             | 2:50.0 | 芭芭拉·格贝尔 · 德国联队（EUA）                                                     | 2:53.6 |
| 100米蝶泳         | 卡罗琳·舒勒 · 美国（USA）                                                | 1:09.5 OR | Marianne Heemskerk · 荷兰（NED）                                  | 1:10.4 | 简·安德鲁 · （AUS）                                                                 | 1:12.2 |
| 4×100米自由泳接力 | 美国（USA） · 琼·斯皮兰 · 雪莉·斯托布斯 · 卡罗琳·伍德 · 克丽丝·冯·萨尔察 | 4:08.9 WR | （AUS） · 唐·弗雷泽 · Ilsa Konrads · 洛兰·克拉普 · 阿尔瓦·科洪    | 4:11.3 | 德国联队（EUA） · 克丽斯特尔·斯特芬 · 海迪·佩希施泰因 · 吉塞拉·魏斯 · 烏塞爾·布魯納 | 4:19.7 |
| 4×100米混合泳接力 | 美国（USA） · 琳恩·伯克 · 帕蒂·肯普纳 · 卡罗琳·舒勒 · 克丽丝·冯·萨尔察   | 4:41.1 WR | （AUS） · 玛丽莲·威尔逊 · Rosemary Lassig · 简·安德鲁 · 唐·弗雷泽 | 4:45.9 | 德国联队（EUA） · 英格丽德·施密特 · 乌尔苏拉·屈佩尔 · 贝贝尔·富尔曼 · 烏塞爾·布魯納 | 4:47.6 |